# Élection présidentielle de 1978 en Haute-Volta
L'élection présidentielle de 1978 en Haute Volta a lieu les 14 et 28 mai 1978 afin d'en élire le président. Il s'agit de la première élection présidentielle à avoir lieu et manière libre et dans le cadre du multipartisme depuis l'indépendance du pays le 5 aout 1965,.

## Résultats
| Candidats                | Candidats                | Partis                                                 | Premier tour | Premier tour | Second tour | Second tour |
| Candidats                | Candidats                | Partis                                                 | Voix         | %            | Voix        | %           |
| ------------------------ | ------------------------ | ------------------------------------------------------ | ------------ | ------------ | ----------- | ----------- |
|                          | Sangoulé Lamizana        | Indépendant                                            | 425 302      | 42,15        | 711 722     | 56,28       |
|                          | Macaire Ouédraogo        | Union nationale pour la démocratie et le développement | 254 465      | 25,22        | 552 956     | 43,72       |
|                          | Joseph Ouédraogo         | Front de refus                                         | 167 160      | 16,57        |             |             |
|                          | Joseph Ki-Zerbo          | Front Progressiste Voltaïque                           | 162 031      | 16,06        |             |             |
|                          |                          |                                                        |              |              |             |             |
| Votes valides            | Votes valides            | Votes valides                                          | 1 008 958    | 98,08        | 1 264 678   | 98,53       |
| Votes blancs et nuls     | Votes blancs et nuls     | Votes blancs et nuls                                   | 19 695       | 1,92         | 18 868      | 1,47        |
| Total                    | Total                    | Total                                                  | 1 028 653    | 100          | 1 283 546   | 100         |
| Abstention               | Abstention               | Abstention                                             | 1 896 132    | 64,83        | 1 663 981   | 56,45       |
| Inscrits / participation | Inscrits / participation | Inscrits / participation                               | 2 924 785    | 35,17        | 2 947 527   | 43,55       |

Représentation des résultats du second tour :
| Sangoulé Lamizana (56,28%) |  |  | Macaire Ouédraogo (43,72 %) |
| ▲                          |  |  |                             |
| Majorité absolue           |  |  |                             |